# Johnnetta Cole

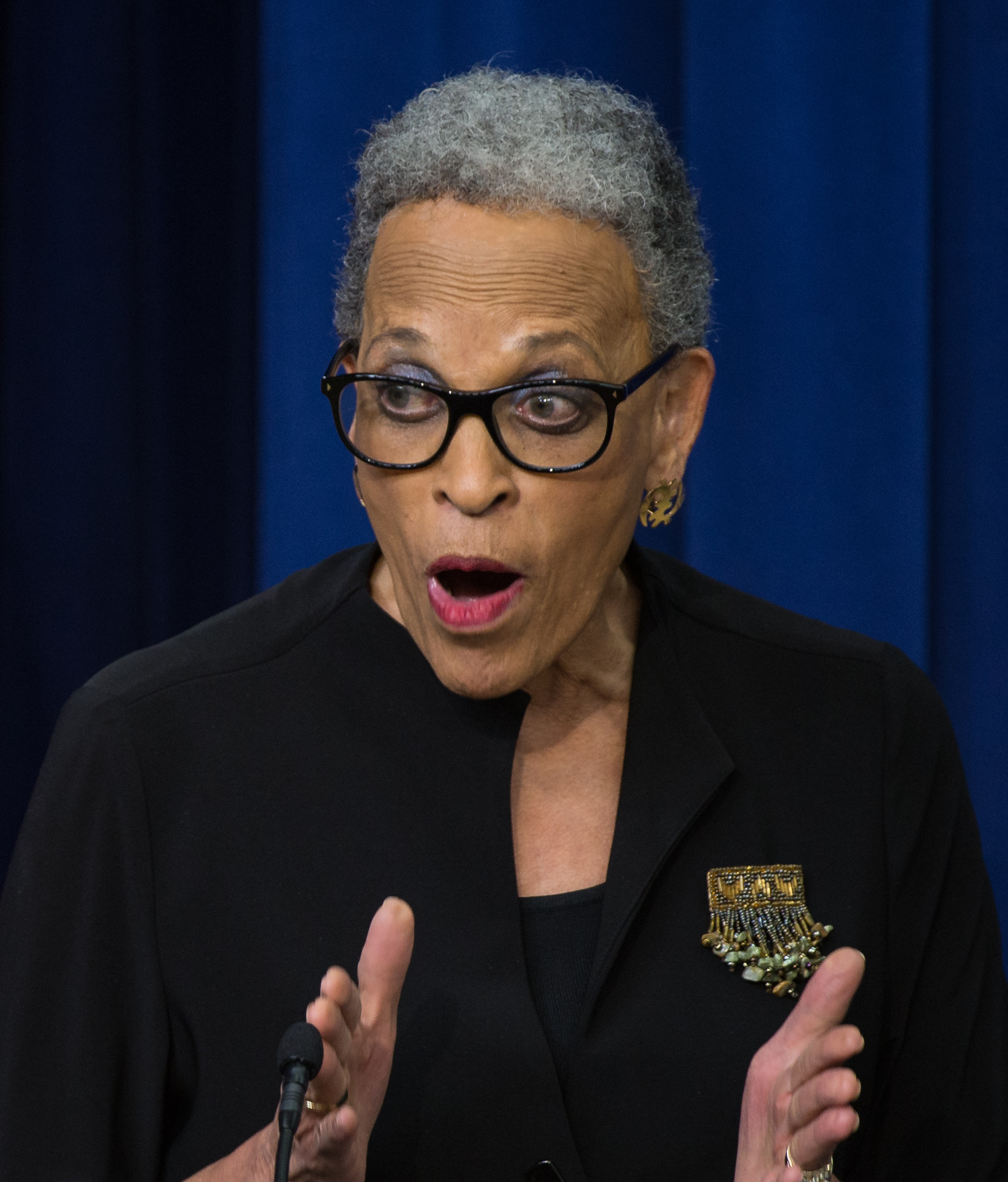
Johnnetta B. Cole

Johnnetta Betsch Cole (* 19. Oktober 1936 in Jacksonville, Florida) ist eine US-amerikanische Anthropologin und Museumsdirektorin des National Museum of African Art der  Smithsonian Institution in Washington, D.C. Cole war von 1987 bis 1997 die erste afroamerikanische Präsidentin des Spelman College. Von 2002 bis 2007 war sie Präsidentin des Bennett College.

## Leben
Johnnetta Betsch wurde 1936 in Florida geboren. Ihr Großvater war Abraham Lincoln Lewis, der als Versicherungsunternehmer erster afroamerikanischer Millionär des Bundesstaates wurde. Ihr Ur-Ur-Großvater war der Sklavenhändler Zephaniah Kingsley, der die afrikanischstämmige Sklavin Anna Madgigine Jai heiratete.
Im Alter von 15 Jahren schrieb sich Cole an der Fisk University ein. Später wechselte sie zum Oberlin College in Ohio, wo sie 1957 einen Bachelor-Abschluss in Anthropologie erwarb. Zwei Jahre später schloss sie erfolgreich ihr Master-Studium an der Northwestern University ab. 1960/61 verbrachte sie zur Feldforschung in Liberia. 
1982 ließ sich Cole von ihrem ersten Mann, dem Ökonomen Robert Cole, scheiden und heiratete 1988 Arthur J. Robinson Jr. Sie hat drei Söhne und zwei Stiefsöhne.

### Wissenschaft
Cole unterrichtete 1964 kurz an der University of California in Los Angeles. 1967 promovierte sie in Anthropologie und verantwortete dann 1969/70 das  Black-Studies-Programm an der Washington State University. 1970 begann sie am Fachbereich für Anthropologie der University of Massachusetts Amherst, wo sie bis 1983 angestellt war. Sie war dort von 1981 bis 1983 auch Provost für das grundständige Studium.  Außerdem spielte sie eine zentrale Rolle beim Aufbau des Fachbereichs für afro-amerikanische Studien (W. E. B. Du Bois Department of African-American Studies).
1983 wechselte Cole an das Hunter College, wo sie das Programm für lateinamerikanische und karibische Studien leitete. 1987 wurde Cole die erste schwarze Präsidentin des renommierten Spelman College für afroamerikanische Frauen. Ab 1997 war Cole Professorin für Anthropologie an der Emory University. Ab 2002 leitete Cole das Bennett College, an dem ebenfalls afroamerikanische Frauen studieren.
2009 wurde Cole zur Leiterin des National Museum of African Art der Smithsonian Institution in Washington, DC berufen. Im März 2017 wird sie das Amt aufgeben.
In ihrer wissenschaftlichen Arbeit beschäftigt sie sich vor allem mit den gesellschaftlichen Nachteilen von ethnischen Minderheiten und Frauen.

### Management
Cole war von 1994 bis 2009 Vorstandsmitglied von Merck & Co. Sie war außerdem die erste Frau im Vorstand der Coca Cola Company. Cole war Verwaltungsratsvorsitzende der Wohlfahrtsorganisation United Way of America.

### Politik
Der gerade gewählte Präsident Bill Clinton berief Cole 1992 in sein Übergangsteam zur Vorbereitung seiner Präsidentschaft. Cole sollte sich um Bildung, Kultur und Arbeit kümmern. Clinton wollte sie eigentlich zur Bildungsministerin ernennen, doch nach Berichten der The Jewish Daily Forward, dass sie Mitglied des Nationalkomitees der Venceremos Brigaden gewesen sei, dem das FBI eine Nähe zum kubanischen Geheimdienst unterstellte, sah Clinton von einer Nominierung ab.

## Schriften (Auswahl)

### Autorin
- Dream the Boldest Dreams: And Other Lessons of Life. Longstreet Press, Atlanta 1997
- Conversations: Straight Talk with America’s Sister President. Doubleday Books, 1994
- All American Women: Lines that Divide, Ties that Bind. Free Press, 1986
- Race toward equality. J. Marti Pub. House, Havanna 1986
- Free and Equal: the End of Racial Discrimination in Cuba. Venceremos Brigade, 1978
- Dream the boldest dreams : and other lessons of life. Longstreet Press, Atlanta 1997
- Gender Tal : the Struggle For Women's Equality in African American Communities. One World/Ballantine, 2009

### Herausgeberin
- Black Feminist Anthropology: Theory, Politics, Praxis, and Poetics. Rutgers University Press, 2001
- Anthropology for the Nineties: Introductory Readings. Simon and Schuster, 1988
- Anthropology for the Eighties: Introductory Readings. Free Press, 1982

## Ehrungen und Auszeichnungen
- 1988 Candace Award der National Coalition of 100 Black Women[10]
- 1989: Ehrendoktorwürde des Williams College und des Bates College
- 1995: Ehrendoktorwürde des Oberlin College
- 1996: Ehrenmitglied von Phi Beta Kappa in Yale[11] und Senatorin für Phi Beta Kappa[12]
- 1998: Ehrendoktorwürde des Mount Holyoke College
- 1999 Ehrendoktorwürde des Mills College
- 2009: Ehrendoktorwürde der Howard University und der North Carolina Agricultural and Technical State University
- 2013: Alston-Jones International Civil and Human Rights Award des International Civil Rights Center and Museum[13]